# Cristoforo Milanti
Cristoforo Milanti (tätig im 18. Jahrhundert in Trapani) war mit seinem Bruder Giuseppe Milanti Bildhauer- und Stuckateur des Spätbarocks auf Sizilien.

## Leben
Die Brüder entstammten einer Familie deren Stammvater Antonio Milanti aus Marsala stammte. Dieser war aus beruflichen Gründen nach Trapani umgezogen und war mit einer Giacoma verheiratet, mit der er die zwei Söhne Leonardo und Vincenzo Milanti hatte. Vincenzo heiratete 1643 Antonia di Via und hatte zwei Söhne Diego und Francesco Milanti, die Bildhauer wurden. Sein Bruder Leonardo heiratete 1655 Rosa, die Tochter eines Bildhauers namens Cristoforo Castelli. Aus dieser Verbindung stammten die Brüder Giuseppe und Cristoforo Milanti, die beide als Bildhauer in Trapani und Palermo arbeiteten. Der jüngere Cristoforo wurde von Vincenzo Migliore in seinem Bericht Itinerario per le vie, piazze, vicoli e cortili della città e contorni di Palermo … versehentlich als „Ottavio Melante“ bezeichnet.
Die beiden Brüder stammen aus Trapani, wo auch die meisten ihrer Werke entstanden. Ihr Vater schnitzte 1661 das hölzerne Kruzifix der Kirche San Francesco d’Assisi in Trapani. Über das Geburtsdatum Cristoforos ist fast nichts bekannt, außer dass es wahrscheinlich um das Jahr 1660 liegt.
Von ihm stammt das Tondo mit der Darstellung der Heiligen Familie über dem Hauptportal der Kirche Santa Teresa alla Kalsa in Palermo, in der Kirche San Francesco d’Assisi von Trapani, 11 (von ehemals 18) allegorischen Figuren aus Stuck, die die Tugenden des Franziskus beschreiben, sowie die Madonna del Soccorso in der Chiesa di Santa Maria del Soccorso, genannt Badia Nuova.
Von Giuseppe Milanti (geb. 1658) sind nur Werke in Trapani bekannt, so je ein Kruzifix von San Francesco im Collegio del Gesuiti, die Madonna dell’ Rosario in der Chiesa San Pietro und die Schmerzensmutter in der Chiesa di S. Ninfa dei Crociferi. Den Vrüdern Milanti werden auch zwei Prozessionsfiguren (Ecce Homo und L’Addolorata) der traditionellen Prozession Misteri di Trapani zugeschrieben.